# Наталя Камашева
Наталя Камашева (рос. Наталья Камашева; нар. 10 серпня 1989) — російська футболістка, воротар, виступала за збірну Азербайджану.

## Життєпис
Вихованка іжевського футболу, тренер — Фарит Рафітович Галєєв.
Дорослу кар'єру розпочала 2005 року в складі іжевської «Жемчужини» в одній з нижчих ліг. Під час кубкового матчу проти воронезької «Енергії» помічена тренерами команди суперників й запрошена до складу «Енергії». У 2007-2009 роках виступала за воронезький клуб, в тому числі в 2008 році зіграла декілька матчів у вищому дивізіоні. У 2010 році перейшла в «Кубаночку», де за сезон провела 5 матчів у вищій лізі. З 2011 року протягом трьох років виступала за московське «Ізмайлово», зігравши 26 матчів у вищому дивізіоні. У 2013 році в складі «Ізмайлово» стала фіналісткою Кубку Росії.
У 2008 році зіграла один матч за молодіжну збірну Росії проти одноліток зі США (0:1). У 2009 році разом з групою російських футболісток викликана до збірної Азербайджану.